# Geologický kompas

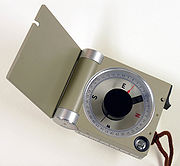
Geologický kompas.

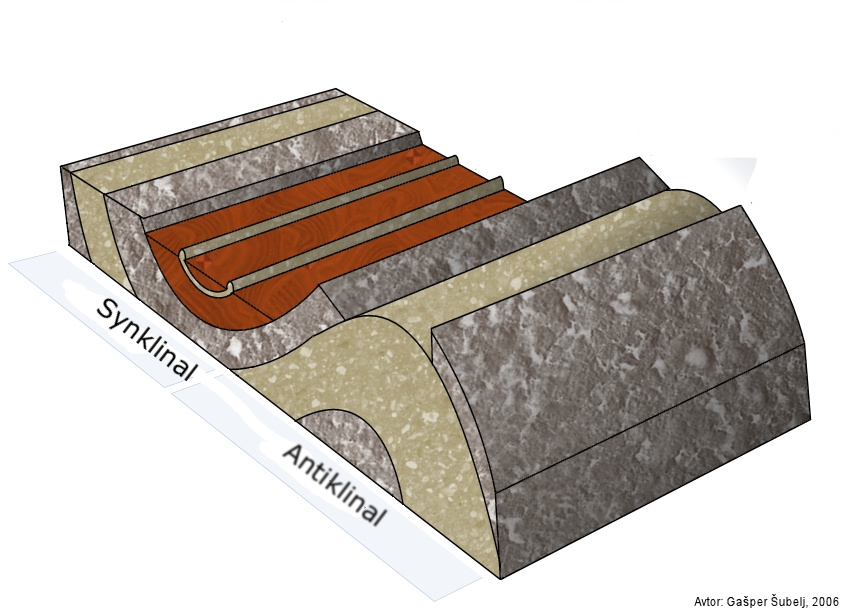
Častou úlohou strukturní geologie je určení orientace ramen vrás.

Geologický kompas je nástroj, který využívá geolog pro měření orientací strukturních prvků v terénu. Typickou úlohou řešenou pomocí geologického kompasu je zjištění směru (azimutu) a úhlu sklonu určité plochy (například ramena vrásy). Data se zpravidla vynáší do spodní polokoule Schmidtovy sítě. Rozlišujeme kompasy analogové a digitální. Vzhledem k vysokým pořizovacím částkám a zároveň jednoduchosti těchto zařízení je výhodné a nikterak složité si geologický kompas vyrobit.